# Градско дерби на Хамбург
Градско дерби на Хамбург се нарича сблъсъкът между Хамбургер ШФ и Санкт Паули. Мачът между дублиращите отбори е известен като Малкото градско дерби.

## История
Първият официален мач между двата отбора се състои на 19 октомври 1924 г., като Хамбургер побеждава с 3:1 като гост. В последно време Градското дерби се провежда сравнително рядко, защото през по-голямата част от времето от създаването на Първа Бундеслига двата отбора играят в различни дивизии. Така например за 51 години Бундеслига то се играе едва 19 пъти - 16 за първенство, един за Купата на Германия и два за Купата на лигата. За сравнение - до 1963 г. за около 40 години двубоят се е състоял цели 73 пъти, 65 от които за първенство. Последното дерби се играе на 16 февруари 2011 г., като Санкт Паули побеждава с 1:0 като гост. Мачът се излъчва на живо в 187 държави. По начало въпросният мач трябва да се състои десет дни по-рано, но е отложен заради дъжда, изсипващ се над Хамбург в продължение на два дни. В навечерието на несъстоялия се мач в центъра на града има сблъсъци между около 200 фена на двата отбора, като полицията арестува 45 от тях. Това не са единствените безредици около дербито - така например след мача от есенния дял на сезон 2010/2011 фенове на Хамбургер нападат кръчма, която е сборен пункт на привърженици на Санкт Паули, а в рамките на цялата вечер са арестувани 13 души. Около месец преди това група фенове на Хамбургер напада връщащи се с влак от мача във Фрайбург запалянковци на Санкт Паули, сред които и вратарят на отбора Бенедикт Плике.
Хамбургер има значително преимущество в мачовете – от общо 92 във всички турнири има 59 победи, 14 равенства и 19 загуби при голова разлика 292:105.

## Рекорди
Резултатност
- Най-резултатен мач: Санкт Паули – Хамбургер 1:10 (17 март 1940)
- Най-голяма победа за Хамбургер: 1:10 (17 март 1940); 0:9 (7 май 1944); 9:0 (23 ноември 1924, 23 февруари 1957)
- Най-голяма победа за Санкт Паули: 1:8 (7 май 1944)
- Най-резултатно равенство: Санкт Паули – Хамбургер 3:3 (5 септември 1937)
- Най-голяма победа за Хамбургер в Първа Бундеслига: 5:0 (1 юни 1991)
- Най-голяма победа за Санкт Паули в Първа Бундеслига: 0:2 (3 септември 1977)

Серии
- Най-много поредни победи за Хамбургер: 7 (1924-1927)
- Най-мачове без загуба за Хамбургер: 15 (1978-2010)
- Най-много поредни победи за Санкт Паули: 2 (1930, 1948-1949, 1950-1951, 1953-1954)
- Най-мачове без загуба за Санкт Паули: 3 (1946-1947)

Посещаемост
- Най-много зрители: 58.000 (19 ноември 1986)
- Най-малко зрители: 800 (7 май 1944)

Играчи
- Най-много мачове в Първа Бундеслига: Андре Трулзен - 10 (Санкт Паули)[2]
- Най-много мачове за Хамбургер в Първа Бундеслига: Рихард Голц – 9[2]
- Най-много голове в Първа Бундеслига: Нандо - 3 (Хамбургер ШФ)[2]
- Най-много голове за Санкт Паули в Първа Бундеслига: Франц Гербер, Андре Трулзен – 2[2]

## Статистика
| Надпревара                     | Мачове | Хамбургер | Равенства | Санкт Паули | ГР      |
| ------------------------------ | ------ | --------- | --------- | ----------- | ------- |
| Първенства до 1963 (1924-1963) | 65     | 41        | 7         | 17          | 213:82  |
| Първа Бундеслига (1963-)       | 16     | 8         | 6         | 2           | 29:14   |
| Купа на Германия               | 6      | 6         | 0         | 0           | 31:6    |
| Други                          | 5      | 4         | 1         | 0           | 19:3    |
| Общо                           | 92     | 59        | 14        | 19          | 292:105 |